# Nowopawlowsk
Nowopawlowsk (russisch Новопавловск) ist eine Stadt in der Region Stawropol (Russland) mit 26.562 Einwohnern (Stand 14. Oktober 2010).

## Geografie
Die Stadt liegt im nördlichen Kaukasusvorland etwa 230 km südöstlich der Regionshauptstadt Stawropol an der Kura (nicht zu verwechseln mit der gleichnamigen Kura in Georgien und Aserbaidschan).
Nowopawlowsk ist Verwaltungszentrum des Rajons Kirowski.
Die Stadt liegt an der 1875 eröffneten Eisenbahnstrecke Rostow am Don–Wladikawkas, der Stammstrecke der Nordkaukasus-Eisenbahn. Die Station der Stadt heißt Apollonskaja.

## Geschichte
Der Ort entstand 1777 im Zusammenhang mit der Errichtung einer nach dem Schutzheiligen des damaligen Zaren Paul, dem Apostel Paulus (russisch Pawel) benannten Festung im Verlauf der Asow-Mosdoker Verteidigungslinie entlang der damaligen Südgrenze des Reiches. Die bei der Festung entstandene Staniza der Terekkosaken erhielt den Namen Nowopawlowskaja (russisch nowo- für neu-).
1981 wurde das Stadtrecht unter dem heutigen Namen verliehen.

### Bevölkerungsentwicklung
| Jahr | Einwohner |
| ---- | --------- |
| 1939 | 6.351     |
| 1959 | 7.938     |
| 1979 | 13.542    |
| 1989 | 18.589    |
| 2002 | 23.235    |
| 2010 | 26.562    |

Anmerkung: Volkszählungsdaten

## Kultur und Sehenswürdigkeiten
In der Staniza Solskaja des Rajons Kirowski ist mit der Nikolai-Kirche (Свято-Николаевская церковь/Swjato-Nikolajewskaja zerkow) die älteste Kirche des Gebietes erhalten (1902).
In der Umgebung die archäologischen Fundstätten Nowopawlowskoje und Kurannoje aus dem 1. Jahrtausend v. Chr. und ein Kurgan aus der Spätzeit der Goldenen Horde (16. Jahrhundert).

## Wirtschaft
Nowopawlowsk ist Zentrum eines Landwirtschaftsgebietes mit darauf ausgerichteter Lebensmittelindustrie.